# Destilación atmosférica
La destilación atmosférica en la ingeniería química, es la destilación que se realiza a una presión cercana a la atmosférica. Se utiliza para extraer los hidrocarburos presentes de forma natural en el crudo, sin afectar a la estructura molecular de los componentes. 
En las unidades de destilación atmosférica, el objetivo es obtener combustibles terminados y cortes de hidrocarburos que luego se procesarán en otras unidades. Se basa en la transferencia de masa entre las fases líquido-gas de una mezcla de hidrocarburos. Permite la separación de componentes en función de su punto de ebullición. Para que se produzca el fraccionamiento o separación, es necesario que exista un equilibrio entre las fases líquido y vapor, que es función de la temperatura y presión del sistema. Así los componentes de menor peso molecular se concentran en la fase vapor y los de peso mayor, en el líquido. Las columnas se diseñan para que el equilibrio líquido-vapor se obtenga de forma controlada y durante el tiempo necesario para obtener los productos deseados. 
El proceso consiste en vaporizar el crudo y luego condensar los hidrocarburos en cortes definidos, modificando la temperatura a lo largo de la columna fraccionadora. La fase líquida se obtiene mediante reflujos, que son reciclos de hidrocarburos que retornan a la columna después de enfriarse intercambiando calor con fluidos refrigerantes o con carga más fría. Su función es eliminar controladamente la energía cedida en el horno de precalentamiento.
La columna de destilación está rellena de bandejas de platos, que es donde se produce el equilibrio entre los vapores ascendentes y los líquidos que descienden.
En la zona de agotamiento o de despojamiento stripping, situada en la parte inferior de la columna, se le inyecta vapor de agua, que sirve para disminuir la presión parcial de los hidrocarburos, favoreciendo la vaporización de los compuestos más volátiles y ayudarles a que asciendan a la zona de la columna que tenga a presión y temperatura adecuada para que se produzca el equilibrio líquido-vapor y se produzca la extracción del producto definido.

## Tren de intercambiadores de calor
El crudo necesita ser calentado para entrar a la torre de destilación y los productos que salen de ella tienen la temperatura del plato del cual provienen. Un estudio energético permite recuperar parte del calor de estos productos evitándose un consumo excesivo de combustible. Además los productos son llevados a temperaturas normales para su envío a tanque de almacenamiento.
Para ello, se utilizan los intercambiadores de calor que permite calentar o enfriar un fluido mediante el intercambio de calor. Estos equipos se diseñan según ciertas bases de ingeniería química y mecánica ya que dependen de los caudales y temperaturas involucrados.

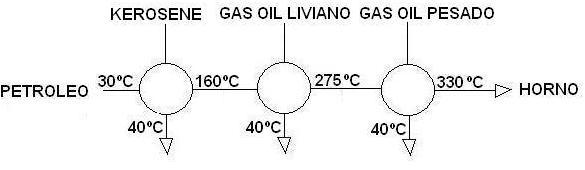
Ejemplo de tren de intercambiadores de refinería

Solo como ejemplo se muestra en la imagen una posible distribución de intercambiadores donde el crudo es calentado sucesivamente por las corrientes de kerosene, gas oil liviano y gas oil pesado. Estos productos salen desde la torre de destilación a 180 °C, 280 °C y 310 °C y se los enfría hasta 40 °C con la carga de petróleo que se va calentando sucesivamente desde 30 °C hasta los 330 °C para entrar al horno de calefacción. Debe entenderse que todo el calor es proporcionado por el horno al permitir que los productos evaporen en la torre y lleguen a las temperaturas de 180 °C, 280 °C y 310 °C.